# هردله (ناحیه راکوونیک)
هردله (به چکی: Hředle) یک منطقهٔ مسکونی در جمهوری چک است که در ناحیه راکوونیک واقع شده‌است.